# جولیا نیکسون-سل
جولیا نیکسون-سُل (انگلیسی: Julia Nickson-Soul؛ زادهٔ ۱۱ سپتامبر ۱۹۵۸) یک هنرپیشه و مانکن اهل ایالات متحده آمریکا است.
او در سنگاپور از پدری انگلیسی و مادری چینی زاده شد و دانش‌آموختهٔ دانشگاه هاوایی است.

## گزیدهٔ آثار

### سینما
- نیمه‌عمر (۲۰۰۸)
- کی۲ (۱۹۹۱)
- رمبو: اولین خون قسمت دوم (۱۹۸۵)

### تلویزیون
- روزهای زندگی ما (۲۰۰۳)